# Amici di Maria De Filippi (dodicesima edizione, fase serale)
La dodicesima edizione del talent show musicale Amici di Maria De Filippi è andata in onda nella sua fase serale dal 6 aprile al 1º giugno 2013 ogni sabato in prima serata su Canale 5 per nove puntate con la conduzione di Maria De Filippi. Per la prima volta nella storia del programma manca la diretta, che è tornata solamente nella finale del 1º giugno con il televoto. Le puntate vengono registrate almeno una settimana prima della messa in onda.
La sigla d'apertura di quest'edizione, cantata dei ragazzi, è Firework di Katy Perry, la canzone usata per accogliere gli ospiti è Try di Pink, mentre la canzone per l'entrata in studio della giuria è Charlie Brown dei Coldplay.
| Vincitori            | Vincitori   |
| Amici 12             | Moreno      |
| -------------------- | ----------- |
| Danza                | Nicolò Noto |
| Premio della Critica | Moreno      |

## Regolamento
Il regolamento vuole che i ragazzi, divisi in due squadre, capeggiate da altrettanti direttori artistici, si affrontino in sfide sottoposte al giudizio di una Giuria di Qualità. Al termine di ogni sfida, tre concorrenti vengono posti a rischio di eliminazione. I tre nomi vengono decisi dal direttore artistico, dai professori e dai componenti della squadra vincente. A questo punto, il coach della squadra perdente deve decidere chi salvare. I due concorrenti rimasti, vengono valutati dai professori di squadra, che, a maggioranza, decidono chi deve lasciare il programma: dalla quinta puntata, questa fase avviene tramite ballottaggio tra i due concorrenti uscenti in ogni partita. La produzione fa propria la possibilità di decidere, di puntata in puntata, il numero degli eliminati: due, dalla prima, alla quarta; uno, a seguire. Si ritorna al vincitore unico che vincerà 150000 €, anche se il primo classificato della categoria perdente verrà ugualmente premiato con un "premio-consolazione" di 50000 €.

## Concorrenti
Legenda:

     Finalista

     Primo classificato della categoria perdente

     Vincitore

In questa edizione i concorrenti ammessi al serale sono 16, così divisi:
| Squadra Bianca                                                                     | Squadra Bianca                                                                     | Squadra Bianca                                                                     |                     | Squadra Blu                                                       | Squadra Blu                                                       | Squadra Blu                                                       |
| Direttore Artistico                                                                | Direttore Artistico                                                                | Direttore Artistico                                                                | Direttore Artistico | Direttore Artistico                                               | Direttore Artistico                                               | Direttore Artistico                                               |
| ---------------------------------------------------------------------------------- | ---------------------------------------------------------------------------------- | ---------------------------------------------------------------------------------- | ------------------- | ----------------------------------------------------------------- | ----------------------------------------------------------------- | ----------------------------------------------------------------- |
| - Emma Marrone                                                                     | - Emma Marrone                                                                     | - Emma Marrone                                                                     |                     | - Miguel Bosé - Eleonora Abbagnato                                | - Miguel Bosé - Eleonora Abbagnato                                | - Miguel Bosé - Eleonora Abbagnato                                |
| Professori                                                                         |                                                                                    |                                                                                    |                     |                                                                   |                                                                   |                                                                   |
| - Mara Maionchi (canto) - Alessandra Celentano (ballo) - Grazia Di Michele (canto) | - Mara Maionchi (canto) - Alessandra Celentano (ballo) - Grazia Di Michele (canto) | - Mara Maionchi (canto) - Alessandra Celentano (ballo) - Grazia Di Michele (canto) |                     | - Garrison (ballo) - Rudy Zerbi (canto) - Luciano Cannito (ballo) | - Garrison (ballo) - Rudy Zerbi (canto) - Luciano Cannito (ballo) | - Garrison (ballo) - Rudy Zerbi (canto) - Luciano Cannito (ballo) |
| Concorrenti                                                                        |                                                                                    |                                                                                    |                     |                                                                   |                                                                   |                                                                   |
| Posizione                                                                          | Nome                                                                               | Disciplina                                                                         |                     | Posizione                                                         | Nome                                                              | Disciplina                                                        |
| 1                                                                                  | Moreno Donadoni                                                                    | rap                                                                                |                     | 3                                                                 | Nicolò Noto                                                       | ballo                                                             |
| 2                                                                                  | Greta Manuzi                                                                       | canto                                                                              |                     | 4                                                                 | Verdiana Zangaro                                                  | canto                                                             |
| 5                                                                                  | Pasquale Di Nuzzo                                                                  | ballo                                                                              |                     | 6                                                                 | Ylenia Morganti                                                   | canto                                                             |
| 7                                                                                  | Lorella Boccia                                                                     | ballo                                                                              |                     | 8                                                                 | Edwyn Roberts                                                     | cantautorato                                                      |
| 11                                                                                 | Emanuele Corvaglia                                                                 | cantautorato                                                                       |                     | 9                                                                 | Antonio Parisi                                                    | break                                                             |
| 12                                                                                 | Angela Semerano                                                                    | canto                                                                              |                     | 10                                                                | Marta Marino                                                      | ballo                                                             |
| 14                                                                                 | Antonio Anthony Donadio                                                            | break                                                                              |                     | 13                                                                | Costanzo Del Pinto                                                | canto                                                             |
| 16                                                                                 | Chiara Provvidenza                                                                 | canto                                                                              |                     | 15                                                                | Andrea Di Giovanni                                                | canto                                                             |

## Tabellone delle eliminazioni
Legenda:

  W   Vittoria squadra Bianca

   B    Vittoria squadra Blu

Candidato/a all'eliminazione:

 dal direttore artistico della squadra avversaria

 dai professori della squadra avversaria

 dalla squadra bianca

 dalla squadra blu

 forzatamente

     Candidato/a all'eliminazione, salvato/a dal direttore artistico

     Candidato/a all'eliminazione, salvato/a dai professori

     Eliminato/a

     In ballottaggio

     Non partecipa alla partita perché in ballottaggio

     Vince il ballottaggio ed è salvo/a
- Non nominato/a
N/A Non sottoposto/a a ballottaggio o non partecipa alla sfida in finale

     Finalista/Vince la sfida in finale

     Primo classificato della categoria perdente

     Vincitore

|            |            | 06/04      | 06/04      | 06/04                  | 06/04                  | 13/04                  | 13/04                  | 13/04                  | 13/04                  | 20/04                  | 20/04                  | 20/04                  | 20/04                  | 27/04                  | 27/04                  | 27/04                  | 27/04                  | 04/05                  | 04/05                  | 04/05                  | 04/05                  | 04/05                  | 11/05                  | 11/05                  | 11/05                  | 11/05                  | 11/05                  | 18/05                  | 18/05                  | 18/05                  | 18/05                  | 18/05                  | 26/05                  | 26/05                  | 26/05                  | 26/05                  | 26/05                  | 01/06                  | 01/06                  | 01/06                  | 01/06                  | Disciplina |
| 1ª PUNTATA | 1ª PUNTATA | 1ª PUNTATA | 1ª PUNTATA | 2ª PUNTATA             | 2ª PUNTATA             | 2ª PUNTATA             | 2ª PUNTATA             | 3ª PUNTATA             | 3ª PUNTATA             | 3ª PUNTATA             | 3ª PUNTATA             | 4ª PUNTATA             | 4ª PUNTATA             | 4ª PUNTATA             | 4ª PUNTATA             | 5ª PUNTATA             | 5ª PUNTATA             | 5ª PUNTATA             | 5ª PUNTATA             | 5ª PUNTATA             | 6ª PUNTATA             | 6ª PUNTATA             | 6ª PUNTATA             | 6ª PUNTATA             | 6ª PUNTATA             | 7ª PUNTATA             | 7ª PUNTATA             | 7ª PUNTATA             | 7ª PUNTATA             | 7ª PUNTATA             | SEMIFINALE             | SEMIFINALE             | SEMIFINALE             | SEMIFINALE             | SEMIFINALE             | FINALE                 | FINALE                 | FINALE                 | FINALE                 |                        |                        | Disciplina |
| ---------- | ---------- | ---------- | ---------- | ---------------------- | ---------------------- | ---------------------- | ---------------------- | ---------------------- | ---------------------- | ---------------------- | ---------------------- | ---------------------- | ---------------------- | ---------------------- | ---------------------- | ---------------------- | ---------------------- | ---------------------- | ---------------------- | ---------------------- | ---------------------- | ---------------------- | ---------------------- | ---------------------- | ---------------------- | ---------------------- | ---------------------- | ---------------------- | ---------------------- | ---------------------- | ---------------------- | ---------------------- | ---------------------- | ---------------------- | ---------------------- | ---------------------- | ---------------------- | ---------------------- | ---------------------- | ---------------------- | ---------------------- | ---------- |
| Vittoria   | Vittoria   | B          | B          | W                      | W                      | B                      | B                      | W                      | W                      | B                      | B                      | B                      | B                      | W                      | W                      | W                      | W                      | W                      | W                      | B                      | B                      |                        | B                      | B                      | W                      | W                      |                        | W                      | W                      | B                      | B                      |                        | B                      | B                      | W                      | W                      | FINALE                 | FINALE                 | FINALE                 |                        |                        | Disciplina |
| Punteggio  | Punteggio  | 4          | 3          | 4                      | 3                      | 5                      | 2                      | 5                      | 2                      | 4                      | 3                      | 5                      | 2                      | 4                      | 3                      | 4                      | 3                      | 4                      | 3                      | 5                      | 2                      | 5                      | 2                      | 4                      | 3                      | 5                      | 2                      | 5                      | 2                      | 5                      | 4                      | 4                      | 3                      |                        |                        | FINALE                 | FINALE                 | FINALE                 | FINALE                 |                        |                        | Disciplina |
| 1          | Moreno     | -          | -          | [ 2 ]                  | [ 2 ]                  | -                      | -                      | [ 3 ]                  | [ 3 ]                  |                        |                        |                        |                        | [ 4 ]                  | [ 4 ]                  | [ 5 ]                  | [ 5 ]                  | [ 6 ]                  | [ 6 ]                  | -                      | -                      | N.D.                   |                        |                        | [ 6 ]                  | [ 6 ]                  | N.D.                   | [ 6 ]                  | [ 6 ]                  | -                      | -                      | N.D.                   | -                      | -                      | -                      | -                      | N.D.                   | N.D.                   | N.D.                   | 1°                     | VINCITORE              | rap        |
| 2          | Greta      |            |            | [ 2 ]                  | [ 2 ]                  | -                      | -                      | [ 3 ]                  | [ 3 ]                  | -                      | -                      | -                      | -                      | [ 4 ]                  | [ 4 ]                  | [ 6 ]                  | [ 6 ]                  | [ 6 ]                  | [ 6 ]                  |                        |                        | N.D.                   | -                      | -                      | [ 7 ]                  | [ 7 ]                  | N.D.                   | [ 7 ]                  | [ 7 ]                  |                        |                        |                        |                        |                        | -                      | -                      | N.D.                   |                        |                        | 2ª                     | SECONDA                | canto      |
| 3          | Nicolò     | [ 8 ]      | [ 8 ]      | -                      | -                      | [ 9 ]                  | [ 9 ]                  | -                      | -                      | [ 9 ]                  | [ 9 ]                  | [ 10 ]                 | [ 10 ]                 | -                      | -                      | -                      | -                      | -                      | -                      | [ 8 ]                  | [ 8 ]                  | N.D.                   | [ 8 ]                  | [ 8 ]                  | -                      | -                      | N.D.                   | -                      | -                      | [ 11 ]                 | [ 11 ]                 | N.D.                   | [ 11 ]                 | [ 11 ]                 |                        |                        |                        | N.D.                   |                        | TERZO                  | TERZO                  | ballo      |
| 4          | Verdiana   | [ 12 ]     | [ 12 ]     | -                      | -                      | [ 13 ]                 | [ 13 ]                 | -                      | -                      | [ 10 ]                 | [ 10 ]                 | [ 10 ]                 | [ 10 ]                 | -                      | -                      |                        |                        |                        |                        | [ 8 ]                  | [ 8 ]                  | N.D.                   | [ 11 ]                 | [ 11 ]                 |                        |                        | N.D.                   |                        |                        | [ 11 ]                 | [ 11 ]                 | N.D.                   | [ 11 ]                 | [ 11 ]                 |                        |                        | N.D.                   |                        | QUARTA                 | QUARTA                 | QUARTA                 | canto      |
| 5          | Pasquale   | -          | -          | [ 2 ]                  | [ 2 ]                  | -                      | -                      | [ 3 ]                  | [ 3 ]                  | -                      | -                      |                        |                        | [ 4 ]                  | [ 4 ]                  | [ 6 ]                  | [ 6 ]                  | [ 6 ]                  | [ 6 ]                  |                        |                        | N.D.                   |                        |                        | [ 6 ]                  | [ 6 ]                  | N.D.                   | [ 6 ]                  | [ 6 ]                  |                        |                        | N.D.                   |                        |                        |                        |                        |                        | ELIMINATO (Semifinale) | ELIMINATO (Semifinale) | ELIMINATO (Semifinale) | ELIMINATO (Semifinale) | ballo      |
| 6          | Ylenia     | [ 12 ]     | [ 12 ]     | -                      | -                      | [ 10 ]                 | [ 10 ]                 | -                      | -                      | [ 10 ]                 | [ 10 ]                 | [ 10 ]                 | [ 10 ]                 | -                      | -                      | -                      | -                      |                        |                        | [ 10 ]                 | [ 10 ]                 | N.D.                   | [ 11 ]                 | [ 11 ]                 |                        |                        |                        |                        |                        |                        |                        |                        | ELIMINATA (7ª Puntata) | ELIMINATA (7ª Puntata) | ELIMINATA (7ª Puntata) | ELIMINATA (7ª Puntata) | ELIMINATA (7ª Puntata) | ELIMINATA (7ª Puntata) | ELIMINATA (7ª Puntata) | ELIMINATA (7ª Puntata) | ELIMINATA (7ª Puntata) | canto      |
| 7          | Lorella    |            |            | [ 2 ]                  | [ 2 ]                  |                        |                        | [ 3 ]                  | [ 3 ]                  |                        |                        | -                      | -                      | [ 4 ]                  | [ 4 ]                  | [ 6 ]                  | [ 6 ]                  | [ 7 ]                  | [ 7 ]                  |                        |                        |                        |                        |                        |                        |                        |                        | ELIMINATA (6ª Puntata) | ELIMINATA (6ª Puntata) | ELIMINATA (6ª Puntata) | ELIMINATA (6ª Puntata) | ELIMINATA (6ª Puntata) | ELIMINATA (6ª Puntata) | ELIMINATA (6ª Puntata) | ELIMINATA (6ª Puntata) | ELIMINATA (6ª Puntata) | ELIMINATA (6ª Puntata) | ELIMINATA (6ª Puntata) | ELIMINATA (6ª Puntata) | ELIMINATA (6ª Puntata) | ELIMINATA (6ª Puntata) | ballo      |
| 8          | Edwyn      | [ 8 ]      | [ 8 ]      |                        |                        | [ 13 ]                 | [ 13 ]                 |                        |                        | [ 10 ]                 | [ 10 ]                 | [ 10 ]                 | [ 10 ]                 |                        |                        |                        |                        |                        |                        |                        |                        |                        | ELIMINATO (5ª Puntata) | ELIMINATO (5ª Puntata) | ELIMINATO (5ª Puntata) | ELIMINATO (5ª Puntata) | ELIMINATO (5ª Puntata) | ELIMINATO (5ª Puntata) | ELIMINATO (5ª Puntata) | ELIMINATO (5ª Puntata) | ELIMINATO (5ª Puntata) | ELIMINATO (5ª Puntata) | ELIMINATO (5ª Puntata) | ELIMINATO (5ª Puntata) | ELIMINATO (5ª Puntata) | ELIMINATO (5ª Puntata) | ELIMINATO (5ª Puntata) | ELIMINATO (5ª Puntata) | ELIMINATO (5ª Puntata) | ELIMINATO (5ª Puntata) | ELIMINATO (5ª Puntata) | canto      |
| 9          | Antonio    | [ 12 ]     | [ 12 ]     | -                      | -                      | [ 9 ]                  | [ 9 ]                  | -                      | -                      | [ 10 ]                 | [ 10 ]                 | [ 10 ]                 | [ 10 ]                 |                        |                        |                        |                        | ELIMINATO (4ª Puntata) | ELIMINATO (4ª Puntata) | ELIMINATO (4ª Puntata) | ELIMINATO (4ª Puntata) | ELIMINATO (4ª Puntata) | ELIMINATO (4ª Puntata) | ELIMINATO (4ª Puntata) | ELIMINATO (4ª Puntata) | ELIMINATO (4ª Puntata) | ELIMINATO (4ª Puntata) | ELIMINATO (4ª Puntata) | ELIMINATO (4ª Puntata) | ELIMINATO (4ª Puntata) | ELIMINATO (4ª Puntata) | ELIMINATO (4ª Puntata) | ELIMINATO (4ª Puntata) | ELIMINATO (4ª Puntata) | ELIMINATO (4ª Puntata) | ELIMINATO (4ª Puntata) | ELIMINATO (4ª Puntata) | ELIMINATO (4ª Puntata) | ELIMINATO (4ª Puntata) | ELIMINATO (4ª Puntata) | ELIMINATO (4ª Puntata) | ballo      |
| 10         | Marta      | [ 8 ]      | [ 8 ]      | -                      | -                      | [ 11 ]                 | [ 11 ]                 |                        |                        | [ 10 ]                 | [ 10 ]                 | [ 10 ]                 | [ 10 ]                 |                        |                        | ELIMINATA (4ª Puntata) | ELIMINATA (4ª Puntata) | ELIMINATA (4ª Puntata) | ELIMINATA (4ª Puntata) | ELIMINATA (4ª Puntata) | ELIMINATA (4ª Puntata) | ELIMINATA (4ª Puntata) | ELIMINATA (4ª Puntata) | ELIMINATA (4ª Puntata) | ELIMINATA (4ª Puntata) | ELIMINATA (4ª Puntata) | ELIMINATA (4ª Puntata) | ELIMINATA (4ª Puntata) | ELIMINATA (4ª Puntata) | ELIMINATA (4ª Puntata) | ELIMINATA (4ª Puntata) | ELIMINATA (4ª Puntata) | ELIMINATA (4ª Puntata) | ELIMINATA (4ª Puntata) | ELIMINATA (4ª Puntata) | ELIMINATA (4ª Puntata) | ELIMINATA (4ª Puntata) | ELIMINATA (4ª Puntata) | ELIMINATA (4ª Puntata) | ELIMINATA (4ª Puntata) | ELIMINATA (4ª Puntata) | ballo      |
| 11         | Emanuele   | -          | -          | [ 2 ]                  | [ 2 ]                  | -                      | -                      | [ 7 ]                  | [ 7 ]                  | -                      | -                      |                        |                        | ELIMINATO (3ª Puntata) | ELIMINATO (3ª Puntata) | ELIMINATO (3ª Puntata) | ELIMINATO (3ª Puntata) | ELIMINATO (3ª Puntata) | ELIMINATO (3ª Puntata) | ELIMINATO (3ª Puntata) | ELIMINATO (3ª Puntata) | ELIMINATO (3ª Puntata) | ELIMINATO (3ª Puntata) | ELIMINATO (3ª Puntata) | ELIMINATO (3ª Puntata) | ELIMINATO (3ª Puntata) | ELIMINATO (3ª Puntata) | ELIMINATO (3ª Puntata) | ELIMINATO (3ª Puntata) | ELIMINATO (3ª Puntata) | ELIMINATO (3ª Puntata) | ELIMINATO (3ª Puntata) | ELIMINATO (3ª Puntata) | ELIMINATO (3ª Puntata) | ELIMINATO (3ª Puntata) | ELIMINATO (3ª Puntata) | ELIMINATO (3ª Puntata) | ELIMINATO (3ª Puntata) | ELIMINATO (3ª Puntata) | ELIMINATO (3ª Puntata) | ELIMINATO (3ª Puntata) | canto      |
| 12         | Angela     | -          | -          | [ 2 ]                  | [ 2 ]                  |                        |                        | [ 3 ]                  | [ 3 ]                  |                        |                        | ELIMINATA (3ª Puntata) | ELIMINATA (3ª Puntata) | ELIMINATA (3ª Puntata) | ELIMINATA (3ª Puntata) | ELIMINATA (3ª Puntata) | ELIMINATA (3ª Puntata) | ELIMINATA (3ª Puntata) | ELIMINATA (3ª Puntata) | ELIMINATA (3ª Puntata) | ELIMINATA (3ª Puntata) | ELIMINATA (3ª Puntata) | ELIMINATA (3ª Puntata) | ELIMINATA (3ª Puntata) | ELIMINATA (3ª Puntata) | ELIMINATA (3ª Puntata) | ELIMINATA (3ª Puntata) | ELIMINATA (3ª Puntata) | ELIMINATA (3ª Puntata) | ELIMINATA (3ª Puntata) | ELIMINATA (3ª Puntata) | ELIMINATA (3ª Puntata) | ELIMINATA (3ª Puntata) | ELIMINATA (3ª Puntata) | ELIMINATA (3ª Puntata) | ELIMINATA (3ª Puntata) | ELIMINATA (3ª Puntata) | ELIMINATA (3ª Puntata) | ELIMINATA (3ª Puntata) | ELIMINATA (3ª Puntata) | ELIMINATA (3ª Puntata) | canto      |
| 13         | Costanzo   | [ 8 ]      | [ 8 ]      |                        |                        | [ 13 ]                 | [ 13 ]                 |                        |                        | ELIMINATO (2ª Puntata) | ELIMINATO (2ª Puntata) | ELIMINATO (2ª Puntata) | ELIMINATO (2ª Puntata) | ELIMINATO (2ª Puntata) | ELIMINATO (2ª Puntata) | ELIMINATO (2ª Puntata) | ELIMINATO (2ª Puntata) | ELIMINATO (2ª Puntata) | ELIMINATO (2ª Puntata) | ELIMINATO (2ª Puntata) | ELIMINATO (2ª Puntata) | ELIMINATO (2ª Puntata) | ELIMINATO (2ª Puntata) | ELIMINATO (2ª Puntata) | ELIMINATO (2ª Puntata) | ELIMINATO (2ª Puntata) | ELIMINATO (2ª Puntata) | ELIMINATO (2ª Puntata) | ELIMINATO (2ª Puntata) | ELIMINATO (2ª Puntata) | ELIMINATO (2ª Puntata) | ELIMINATO (2ª Puntata) | ELIMINATO (2ª Puntata) | ELIMINATO (2ª Puntata) | ELIMINATO (2ª Puntata) | ELIMINATO (2ª Puntata) | ELIMINATO (2ª Puntata) | ELIMINATO (2ª Puntata) | ELIMINATO (2ª Puntata) | ELIMINATO (2ª Puntata) | ELIMINATO (2ª Puntata) | canto      |
| 14         | Anthony    | -          | -          | [ 2 ]                  | [ 2 ]                  |                        |                        | ELIMINATO (2ª Puntata) | ELIMINATO (2ª Puntata) | ELIMINATO (2ª Puntata) | ELIMINATO (2ª Puntata) | ELIMINATO (2ª Puntata) | ELIMINATO (2ª Puntata) | ELIMINATO (2ª Puntata) | ELIMINATO (2ª Puntata) | ELIMINATO (2ª Puntata) | ELIMINATO (2ª Puntata) | ELIMINATO (2ª Puntata) | ELIMINATO (2ª Puntata) | ELIMINATO (2ª Puntata) | ELIMINATO (2ª Puntata) | ELIMINATO (2ª Puntata) | ELIMINATO (2ª Puntata) | ELIMINATO (2ª Puntata) | ELIMINATO (2ª Puntata) | ELIMINATO (2ª Puntata) | ELIMINATO (2ª Puntata) | ELIMINATO (2ª Puntata) | ELIMINATO (2ª Puntata) | ELIMINATO (2ª Puntata) | ELIMINATO (2ª Puntata) | ELIMINATO (2ª Puntata) | ELIMINATO (2ª Puntata) | ELIMINATO (2ª Puntata) | ELIMINATO (2ª Puntata) | ELIMINATO (2ª Puntata) | ELIMINATO (2ª Puntata) | ELIMINATO (2ª Puntata) | ELIMINATO (2ª Puntata) | ELIMINATO (2ª Puntata) | ELIMINATO (2ª Puntata) | ballo      |
| 15         | Andrea     | [ 8 ]      | [ 8 ]      |                        |                        | ELIMINATO (1ª Puntata) | ELIMINATO (1ª Puntata) | ELIMINATO (1ª Puntata) | ELIMINATO (1ª Puntata) | ELIMINATO (1ª Puntata) | ELIMINATO (1ª Puntata) | ELIMINATO (1ª Puntata) | ELIMINATO (1ª Puntata) | ELIMINATO (1ª Puntata) | ELIMINATO (1ª Puntata) | ELIMINATO (1ª Puntata) | ELIMINATO (1ª Puntata) | ELIMINATO (1ª Puntata) | ELIMINATO (1ª Puntata) | ELIMINATO (1ª Puntata) | ELIMINATO (1ª Puntata) | ELIMINATO (1ª Puntata) | ELIMINATO (1ª Puntata) | ELIMINATO (1ª Puntata) | ELIMINATO (1ª Puntata) | ELIMINATO (1ª Puntata) | ELIMINATO (1ª Puntata) | ELIMINATO (1ª Puntata) | ELIMINATO (1ª Puntata) | ELIMINATO (1ª Puntata) | ELIMINATO (1ª Puntata) | ELIMINATO (1ª Puntata) | ELIMINATO (1ª Puntata) | ELIMINATO (1ª Puntata) | ELIMINATO (1ª Puntata) | ELIMINATO (1ª Puntata) | ELIMINATO (1ª Puntata) | ELIMINATO (1ª Puntata) | ELIMINATO (1ª Puntata) | ELIMINATO (1ª Puntata) | ELIMINATO (1ª Puntata) | canto      |
| 16         | Chiara     |            |            | ELIMINATA (1ª Puntata) | ELIMINATA (1ª Puntata) | ELIMINATA (1ª Puntata) | ELIMINATA (1ª Puntata) | ELIMINATA (1ª Puntata) | ELIMINATA (1ª Puntata) | ELIMINATA (1ª Puntata) | ELIMINATA (1ª Puntata) | ELIMINATA (1ª Puntata) | ELIMINATA (1ª Puntata) | ELIMINATA (1ª Puntata) | ELIMINATA (1ª Puntata) | ELIMINATA (1ª Puntata) | ELIMINATA (1ª Puntata) | ELIMINATA (1ª Puntata) | ELIMINATA (1ª Puntata) | ELIMINATA (1ª Puntata) | ELIMINATA (1ª Puntata) | ELIMINATA (1ª Puntata) | ELIMINATA (1ª Puntata) | ELIMINATA (1ª Puntata) | ELIMINATA (1ª Puntata) | ELIMINATA (1ª Puntata) | ELIMINATA (1ª Puntata) | ELIMINATA (1ª Puntata) | ELIMINATA (1ª Puntata) | ELIMINATA (1ª Puntata) | ELIMINATA (1ª Puntata) | ELIMINATA (1ª Puntata) | ELIMINATA (1ª Puntata) | ELIMINATA (1ª Puntata) | ELIMINATA (1ª Puntata) | ELIMINATA (1ª Puntata) | ELIMINATA (1ª Puntata) | ELIMINATA (1ª Puntata) | ELIMINATA (1ª Puntata) | ELIMINATA (1ª Puntata) | ELIMINATA (1ª Puntata) | canto      |

### Podio generale
|       |        |    |  |          |
|       |        |    |  | 4º       |
|       | Moreno |    |  | Verdiana |
| Greta | Moreno |    |  |          |
| 1º    | Nicolò |    |  |          |
| 1º    | Nicolò | 2º |  |          |
| 1º    | 3º     |    |  |          |

### Podio canto
|       |          |    |  |        |
|       |          |    |  | 4º     |
|       | Moreno   |    |  | Ylenia |
| Greta | Moreno   |    |  |        |
| 1º    | Verdiana |    |  |        |
| 1º    | Verdiana | 2º |  |        |
| 1º    | 3º       |    |  |        |

### Podio danza
|          |         |    |  |         |
|          |         |    |  | 4º      |
|          | Nicolò  |    |  | Antonio |
| Pasquale | Nicolò  |    |  |         |
| 1º       | Lorella |    |  |         |
| 1º       | Lorella | 2º |  |         |
| 1º       | 3º      |    |  |         |

## Tabellone delle esibizioni
Legenda:

     Prova vinta dai Bianchi.

     Prova vinta dai Blu.

N/A Per la sfida secretata non viene mostrato il risultato.

     Prova di canto

     Prova di ballo

### 1ª puntata
La prima puntata del serale, registrata il 30 marzo 2013, è andata in onda il 6 aprile. La terza prova di ogni partita ha risultato secretato.

#### Prima Partita
La prima partita, per 4-3, vede vittoriosa la squadra Blu.
| PROVA    | SQUADRA BLU                | SQUADRA BLU                     | VITTORIA | VITTORIA | SQUADRA BIANCA           | SQUADRA BIANCA                  |
| -------- | -------------------------- | ------------------------------- | -------- | -------- | ------------------------ | ------------------------------- |
| I        | Canto Blu                  | That's what friends are for     | 0        | 1        | Ballo Bianchi            | This is war                     |
| II       | Verdiana                   | Spectrum                        | 1        | 0        | Moreno                   | Freestyle Rap                   |
| III      | Verdiana con Marco Mengoni | L'essenziale                    | 3        | 0        | Greta con Gianna Nannini | Meravigliosa creatura           |
| IV       | Antonio                    | Comparata BALLO Freestyle dance | 0        | 1        | Anthony                  | Comparata BALLO Freestyle dance |
| V        | Nicolò                     | Sono già solo                   | 0        | 1        | Lorella                  | Shut up                         |
| VITTORIA | SQUADRA BLU                | SQUADRA BLU                     | 4        | 3        | CHIARA                   | CHIARA                          |

#### Seconda Partita
La seconda partita, con medesimo punteggio, viene vinta dai Bianchi.
| PROVA    | SQUADRA BLU           | SQUADRA BLU                         | VITTORIA | VITTORIA | SQUADRA BIANCA         | SQUADRA BIANCA               |
| -------- | --------------------- | ----------------------------------- | -------- | -------- | ---------------------- | ---------------------------- |
| I        | Marta                 | Comparata BALLO Rolling in the deep | 1        | 0        | Lorella                | Comparata BALLO Maniac       |
| II       | Verdiana              | Comparata CANTO Without you         | 0        | 1        | Angela                 | Comparata CANTO Without you  |
| III      | Ballo Blu             | The show must go on                 | 2        | 1        | Emanuele e Moreno      | Maria                        |
| IV       | Costanzo e Edwyn      | A beautiful day                     | 0        | 1        | Pasquale               | History repeating            |
| V        | Ylenia con Gino Paoli | Una lunga storia d'amore            | 0        | 1        | Moreno con Fabri Fibra | Medley Tranne te / Ring Ring |
| VITTORIA | SQUADRA BIANCA        | SQUADRA BIANCA                      | 3        | 4        | ANDREA                 | ANDREA                       |

### 2ª puntata
La seconda puntata del serale, registrata il 6 aprile 2013, è andata in onda il 13 aprile. La terza prova di ogni partita ha risultato secretato.

#### Prima partita
La prima partita, per 5-2, vede vittoriosa la squadra Blu.
| PROVA    | SQUADRA BLU | SQUADRA BLU                       | VITTORIA | VITTORIA | SQUADRA BIANCA | SQUADRA BIANCA                    |
| -------- | ----------- | --------------------------------- | -------- | -------- | -------------- | --------------------------------- |
| I        | Ballo Blu   | Where the streets have no name    | 1        | 0        | Ballo Bianchi  | Iron                              |
| II       | Canto Blu   | Comparata CANTO Bohemian rhapsody | 1        | 0        | Canto Bianchi  | Comparata CANTO Bohemian rhapsody |
| III      | Miguel Bosè | Se tu non torni                   | 2        | 1        | Emma           | Amami                             |
| IV       | Nicolò      | That's life                       | 1        | 0        | Lorella        | Turning tables                    |
| V        | Verdiana    | Comparata CANTO Titanium          | 0        | 1        | Angela         | Comparata CANTO Titanium          |
| VITTORIA | SQUADRA BLU | SQUADRA BLU                       | 5        | 2        | ANTHONY        | ANTHONY                           |

#### Seconda partita
La seconda partita, con medesimo punteggio, viene vinta dai Bianchi.
| PROVA    | SQUADRA BLU                          | SQUADRA BLU                                                   | VITTORIA | VITTORIA | SQUADRA BIANCA   | SQUADRA BIANCA                           |
| -------- | ------------------------------------ | ------------------------------------------------------------- | -------- | -------- | ---------------- | ---------------------------------------- |
| I        | Canto Blu                            | Mash up Staying Alive / Another brick in the wall             | 0        | 1        | Moreno           | Freestyle Rap                            |
| II       | Ylenia e Edwyn, con Fiorella Mannoia | Medley Quello che le donne non dicono / Ho imparato a sognare | 0        | 1        | Greta con i Modà | Se si potesse non morire                 |
| III      | Nicolò                               | Variazione Flammes de Paris - Pas de deux (Philippe)          | 2        | 1        | Emanuele         | I'm on fire                              |
| IV       | Verdiana                             | Sei bellissima                                                | 0        | 1        | Pasquale         | Pompeii                                  |
| V        | Edwyn                                | Comparata CANTO Mi sono innamorato di te                      | 0        | 1        | Moreno           | Comparata CANTO Mi sono innamorato di te |
| VITTORIA | SQUADRA BIANCA                       | SQUADRA BIANCA                                                | 2        | 5        | COSTANZO         | COSTANZO                                 |

### 3ª puntata
La terza puntata del serale, registrata il 13 aprile 2013, è andata in onda il 20 aprile. La terza prova di ogni partita ha risultato secretato.

#### Prima partita
La prima partita, per 4-3, vede vittoriosa la squadra Blu.
| PROVA    | SQUADRA BLU           | SQUADRA BLU                            | VITTORIA | VITTORIA | SQUADRA BIANCA               | SQUADRA BIANCA                                              |
| -------- | --------------------- | -------------------------------------- | -------- | -------- | ---------------------------- | ----------------------------------------------------------- |
| I        | Verdiana              | Comparata CANTO I will always love you | 1        | 0        | Angela                       | Comparata CANTO I will always love you                      |
| II       | Marta                 | Comparata BALLO Quizàs, quizàs, quizàs | 0        | 1        | Pasquale                     | Comparata BALLO Quizàs, quizàs, quizàs                      |
| III      | Verdiana con Anna Oxa | È tutto un attimo                      | 2        | 1        | Greta con Alessandra Amoroso | Medley Immobile / Prenditi cura di me / Urlo e non mi senti |
| IV       | Nicolò                | Mad world                              | 0        | 1        | Emanuele                     | Tears in heaven                                             |
| V        | Antonio               | Billie Jean                            | 1        | 0        | Pasquale                     | She said                                                    |
| VITTORIA | SQUADRA BLU           | SQUADRA BLU                            | 4        | 3        | ANGELA                       | ANGELA                                                      |

#### Seconda partita
La seconda partita, per 5-2, viene vinta nuovamente dai Blu.
| PROVA    | SQUADRA BLU            | SQUADRA BLU         | VITTORIA | VITTORIA | SQUADRA BIANCA         | SQUADRA BIANCA       |
| -------- | ---------------------- | ------------------- | -------- | -------- | ---------------------- | -------------------- |
| I        | Ballo Blu              | I believe in you    | 0        | 1        | Ballo Bianchi          | The actor            |
| II       | Ylenia con Renato Zero | Cercami             | 1        | 0        | Emanuele con Club Dogo | Pes                  |
| III      | Canto Blu              | Let it be           | 2        | 1        | Lorella                | Le vent nous portera |
| IV       | Edwyn                  | Walking on the moon | 1        | 0        | Moreno                 | Le donne             |
| V        | Verdiana e Ylenia      | Vivo per lei        | 1        | 0        | Greta                  | Bette Davis' eyes    |
| VITTORIA | SQUADRA BLU            | SQUADRA BLU         | 5        | 2        | EMANUELE               | EMANUELE             |

### 4ª puntata
La quarta puntata del serale, registrata il 20 aprile 2013, è andata in onda il 27 aprile. La terza prova di ogni partita ha risultato secretato.

#### Prima partita
La prima partita, per 4-3, vede vittoriosa la squadra Bianca.
| PROVA    | SQUADRA BLU               | SQUADRA BLU     | VITTORIA | VITTORIA | SQUADRA BIANCA         | SQUADRA BIANCA                  |
| -------- | ------------------------- | --------------- | -------- | -------- | ---------------------- | ------------------------------- |
| I        | Ballo Blu                 | A kind of magic | 0        | 1        | Moreno                 | Non cambieranno mai             |
| II       | Canto Blu                 | Heal the world  | 0        | 1        | Greta                  | Quando nasce un amore           |
| III      | Canto Blu con Miguel Bosè | Te amarè        | 0        | 3        | Emma                   | Trattengo il fiato              |
| IV       | Marta                     | Immobile        | 1        | 0        | Pasquale               | Sweet dreams (are made of this) |
| V        | Nicolò                    | La notte        | 1        | 0        | Canto Bianchi con Emma | Killing me softly with his song |
| VITTORIA | SQUADRA BIANCA            | SQUADRA BIANCA  | 2        | 5        | MARTA                  | MARTA                           |

#### Seconda partita
La seconda partita, con medesimo punteggio, viene vinta dai Bianchi.
| PROVA    | SQUADRA BLU       | SQUADRA BLU                                        | VITTORIA | VITTORIA | SQUADRA BIANCA          | SQUADRA BIANCA                        |
| -------- | ----------------- | -------------------------------------------------- | -------- | -------- | ----------------------- | ------------------------------------- |
| I        | Verdiana e Ylenia | The greatest love of all                           | 0        | 1        | Lorella                 | Mi vanidad                            |
| II       | Antonio           | Cercavo amore                                      | 0        | 1        | Moreno                  | Sapore (inedito)                      |
| III      | Nicolò            | Variazione Lo Schiaccianoci - Trepak (Danza russa) | 2        | 1        | Ballo Bianchi           | Run boy run                           |
| IV       | Ylenia            | Sempre così                                        | 1        | 0        | Greta                   | Solo rumore                           |
| V        | Edwyn e Nesli     | Un bacio a te                                      | 0        | 1        | Canto Bianchi con Fedez | Medley Cigno nero / Alfonso Signorini |
| VITTORIA | SQUADRA BIANCA    | SQUADRA BIANCA                                     | 3        | 4        | ANTONIO                 | ANTONIO                               |

### 5ª puntata
La quinta puntata del serale, registrata il 25 aprile 2013, è andata in onda il 4 maggio. La terza prova di ogni partita ha risultato secretato.

#### Prima partita
La prima partita, per 4-3, vede vittoriosa la squadra Bianca.
| PROVA    | SQUADRA BLU                     | SQUADRA BLU                                   | VITTORIA | VITTORIA | SQUADRA BIANCA        | SQUADRA BIANCA              |
| -------- | ------------------------------- | --------------------------------------------- | -------- | -------- | --------------------- | --------------------------- |
| I        | Nicolò                          | Orobroy                                       | 1        | 0        | Lorella               | Orobroy                     |
| II       | Canto Blu                       | Corale                                        | 1        | 0        | Pasquale              | The dog days are over       |
| III      | Verdiana con Antonello Venditti | Medley Ci vorrebbe un amico / Ricordati di me | 0        | 3        | Greta con Patty Pravo | E dimmi che non vuoi morire |
| IV       | Edwyn                           | Haven't met you yet                           | 0        | 1        | Moreno                | Che confusione              |
| V        | Ylenia                          | Candle in the wind                            | 0        | 1        | Canto Bianchi         | Corale                      |
| VITTORIA | SQUADRA BIANCA                  | SQUADRA BIANCA                                | 2        | 5        | EDWYN                 | EDWYN                       |

#### Seconda partita
La seconda partita, per 5-2, viene vinta dai Blu.
| PROVA    | SQUADRA BLU           | SQUADRA BLU                     | VITTORIA | VITTORIA | SQUADRA BIANCA | SQUADRA BIANCA          |
| -------- | --------------------- | ------------------------------- | -------- | -------- | -------------- | ----------------------- |
| I        | Verdiana              | Caruso                          | 1        | 0        | Moreno         | Freestyle Rap           |
| II       | Nicolò                | O' surdato 'nnammurato          | 1        | 0        | Lorella        | Coreografia             |
| III      | Nicolò                | It's a beautiful day            | 2        | 1        | Moreno         | Sapore d'Estate         |
| IV       | Verdiana e Ylenia     | Io canto                        | 0        | 1        | Greta          | Gli uomini non cambiano |
| V        | Ylenia con gli Stadio | Medley Un senso / Donna bambina | 0        | 1        | Emma           | In ogni angolo di me    |
| VITTORIA | SQUADRA BLU           | SQUADRA BLU                     | 5        | 2        | LORELLA        | LORELLA                 |

#### Ballottaggio
| PROVA    | EDWYN   | LORELLA      |
| -------- | ------- | ------------ |
| I        | Mattia  | Shake it out |
| VITTORIA | LORELLA | EDWYN        |

### 6ª puntata
La sesta puntata del serale, registrata il 27 aprile 2013, è andata in onda l'11 maggio. La terza prova di ogni partita ha risultato secretato.

#### Prima partita
La prima partita, per 5-2, vede vittoriosa la squadra Blu.
| PROVA    | SQUADRA BLU                        | SQUADRA BLU         | VITTORIA | VITTORIA | SQUADRA BIANCA                      | SQUADRA BIANCA         |
| -------- | ---------------------------------- | ------------------- | -------- | -------- | ----------------------------------- | ---------------------- |
| I        | Nicolò                             | Creep               | 0        | 1        | Greta e Moreno                      | La voce del silenzio   |
| II       | Ylenia                             | Feeling good        | 0        | 1        | Lorella                             | La donna cannone       |
| III      | Ylenia e Verdiana, con Miguel Bosè | Bravi ragazzi       | 3        | 0        | Greta e Moreno, con Francesco Renga | La tua bellezza        |
| IV       | Nicolò                             | Cabo E              | 1        | 0        | Ballo Bianchi                       | Tensione evolutiva     |
| V        | Canto Blu                          | Il mio canto libero | 1        | 0        | Moreno                              | Piccole cose (inedito) |
| VITTORIA | SQUADRA BLU                        | SQUADRA BLU         | 5        | 2        | LORELLA                             | LORELLA                |

#### Seconda partita
La seconda partita, per 4-3, viene vinta dai Bianchi.
| PROVA    | SQUADRA BLU           | SQUADRA BLU               | VITTORIA | VITTORIA | SQUADRA BIANCA          | SQUADRA BIANCA                        |
| -------- | --------------------- | ------------------------- | -------- | -------- | ----------------------- | ------------------------------------- |
| I        | Verdiana con Anna Oxa | Tutti i brividi del mondo | 0        | 1        | Greta con Skunk Anansie | Hedonism (Just because you feel good) |
| II       | Verdiana              | Bleeding love             | 1        | 0        | Moreno                  | Stai attento                          |
| III      | Nicolò                | Charlie Brown             | 1        | 2        | Greta                   | La nostra relazione                   |
| IV       | Ylenia                | Sempre così               | 0        | 1        | Moreno                  | Che confusione                        |
| V        | Nicolò                | Ma che freddo fa          | 1        | 0        | Pasquale                | The race                              |
| VITTORIA | SQUADRA BIANCA        | SQUADRA BIANCA            | 3        | 4        | YLENIA                  | YLENIA                                |

#### Ballottaggio
| PROVA    | LORELLA                | YLENIA       |
| -------- | ---------------------- | ------------ |
| I        | People help the people | Run baby run |
| VITTORIA | YLENIA                 | LORELLA      |

### 7ª puntata
La settima puntata del serale, registrata il 4 maggio 2013, è andata in onda il 18 maggio. La terza prova di ogni partita ha risultato secretato.

#### Prima partita
La prima partita, per 5-2, vede vittoriosa la squadra Bianca.
| PROVA    | SQUADRA BLU               | SQUADRA BLU                                                                     | VITTORIA | VITTORIA | SQUADRA BIANCA  | SQUADRA BIANCA              |
| -------- | ------------------------- | ------------------------------------------------------------------------------- | -------- | -------- | --------------- | --------------------------- |
| I        | Canto Bianchi             | Corale                                                                          | 0        | 1        | Greta           | E non finisce mica il cielo |
| II       | Nicolò                    | Solo                                                                            | 1        | 0        | Pasquale        | Let me entertain you        |
| III      | Ylenia con Gigi D'Alessio | Medley Non digli mai / Un nuovo bacio / Una storia senza fine / Non mollare mai | 0        | 3        | Moreno con Emma | Dimentico tutto             |
| IV       | Ylenia                    | Emozioni                                                                        | 0        | 1        | Pasquale        | Mentre tutto scorre         |
| V        | Nicolò                    | Starlight                                                                       | 1        | 0        | Moreno          | La distanza                 |
| VITTORIA | SQUADRA BIANCA            | SQUADRA BIANCA                                                                  | 2        | 5        | YLENIA          | YLENIA                      |

#### Seconda partita
La seconda partita, per 5-2, viene vinta dai Blu.
| PROVA    | SQUADRA BLU              | SQUADRA BLU         | VITTORIA | VITTORIA | SQUADRA BIANCA                    | SQUADRA BIANCA  |
| -------- | ------------------------ | ------------------- | -------- | -------- | --------------------------------- | --------------- |
| I        | Verdiana con Craig David | Medley              | 1        | 0        | Canto Bianchi con Massimo Ranieri | Perdere l'amore |
| II       | Verdiana                 | Purple rain         | 1        | 0        | Pasquale                          | Cercami         |
| III      | Nicolò                   | Variazione classica | 3        | 0        | Moreno                            | Sapore d'Estate |
| IV       | Verdiana                 | Lontano dagli occhi | 0        | 1        | Pasquale                          | Hallo hallo     |
| V        | Nicolò                   | El Tango de Roxanne | 0        | 1        | Greta e Moreno                    | La cura         |
| VITTORIA | SQUADRA BLU              | SQUADRA BLU         | 5        | 2        | GRETA                             | GRETA           |

#### Ballottaggio
| PROVA    | YLENIA                     | GRETA         |
| -------- | -------------------------- | ------------- |
| I        | La costruzione di un amore | Ad ogni costo |
| VITTORIA | GRETA                      | YLENIA        |

### Semifinale
La semifinale del serale, registrata il 18 maggio 2013, è andata in onda il 26 maggio. La terza prova, di ogni partita, ha risultato secretato.

#### Accesso alla finale
Emma ed Eleonora Abbagnato possono proporre una persona alla giuria per mandarla dritta in finale.

| Allievo | Giuria    | Giuria  | Giuria                 | Esito                  |
| Allievo | Argentero | Ferilli | Ponte                  | Esito                  |
| ------- | --------- | ------- | ---------------------- | ---------------------- |
| MORENO  |           |         |                        | Non accede alla finale |
| NICOLO' |           |         | Non accede alla finale |                        |

#### Prima partita
La prima partita, per 5-4, vede vittoriosa la squadra Blu.
| PROVA    | SQUADRA BLU      | SQUADRA BLU                                             | VITTORIA | VITTORIA | SQUADRA BIANCA         | SQUADRA BIANCA                    |
| -------- | ---------------- | ------------------------------------------------------- | -------- | -------- | ---------------------- | --------------------------------- |
| I        | Verdiana con Ron | Medley Vorrei incontrarti tra cent'anni / Piazza Grande | 0        | 1        | Moreno con Fabri Fibra | La Novità                         |
| II       | Nicolò           | Who Cares?: Liza                                        | 0        | 1        | Pasquale               | Medley Hip Hip Cin Cin / Amandoti |
| III      | Verdiana         | Listen                                                  | 2        | 1        | Moreno e Greta         | With Or Without You               |
| IV       | Nicolò           | Variazione Gayaneh - II Atto (Armen)                    | 2        | 0        | Pasquale               | Another Brick in the Wall         |
| V        | Verdiana         | E tu                                                    | 0        | 1        | Moreno                 | Che confusione                    |
| VI       | Verdiana         | Hurt                                                    | 1        | 0        | Greta                  | Margherita                        |
| VITTORIA | SQUADRA BLU      | SQUADRA BLU                                             | 5        | 4        | PASQUALE               | PASQUALE                          |

#### Seconda partita
La seconda partita, per 4-3, viene vinta dai Bianchi.
| PROVA    | SQUADRA BLU              | SQUADRA BLU                | VITTORIA | VITTORIA | SQUADRA BIANCA | SQUADRA BIANCA          |
| -------- | ------------------------ | -------------------------- | -------- | -------- | -------------- | ----------------------- |
| I        | Verdiana con i Morcheeba | Rome wasn't built in a day | 0        | 1        | Greta con Emma | Amami                   |
| II       | Nicolò                   | To build a home            | 1        | 0        | Moreno         | Piccole cose            |
| III      | Verdiana                 | Adagio                     | 2        | 1        | Greta e Moreno | Almeno tu nell'universo |
| IV       | Nicolò                   | Dans le port d'Amsterdam   | 0        | 1        | Moreno         | Freestyle               |
| V        | Verdiana                 | Insieme                    | 0        | 1        | Greta          | Tutto il resto è noia   |
| VITTORIA | SQUADRA BIANCA           | SQUADRA BIANCA             | 3        | 4        | NICOLÒ         | NICOLÒ                  |

#### Ballottaggio
| PROVA    | PASQUALE                     | NICOLÒ        |
| -------- | ---------------------------- | ------------- |
| I        | Can't get you out of my head | Les bourgeois |
| VITTORIA | NICOLÒ                       | PASQUALE      |

### Finale
La finale del serale è andata in onda in diretta sabato 1º giugno 2013.
- Torna il televoto per giudicare le sfide e decretare il vincitore di Amici, ma non viene mostrato alcun risultato parziale.
- Per i risultati delle singole sfide dirette non sono utilizzate le consuete carte, ma una grafica diversa. Modificata in parte anche la grafica finale, che manterrà comunque la consueta impostazione finale della carta che attraversa lo studio virtuale di Amici.
- I quattro finalisti diventano "direttori artistici" di se stessi e decidono cosa schierare nel corso delle sfide.
- La gara, divisa in tre partite, è iniziata da Greta, per volere della Giuria, che per tutta la settimana ha esaminato i finalisti.
- Moreno Vince la dodicesima edizione di Amici e il premio di 150000 €.
- Nicolò Noto vince il premio di 50000 € per essere arrivato primo nel circuito Danza.
- Il premio della critica viene assegnato al cantante Moreno.

#### Prima sfida
| PROVA    | GRETA                                         | VERDIANA                                                                           |
| -------- | --------------------------------------------- | ---------------------------------------------------------------------------------- |
| I        | Tu si na cosa grande                          | Bella senz'anima                                                                   |
| II       | Quando finisce un amore                       | And I'm telling you                                                                |
| III      | con Ronan Keating When you say nothing at all | Medley con Malika Ayane Cosa hai messo nel caffè / Ricomincio da qui / Come foglie |
| IV       | Solo rumore                                   | Lontano dagli occhi                                                                |
| QUARTA   | VERDIANA 36%                                  | VERDIANA 36%                                                                       |
| VITTORIA | GRETA 64%                                     | GRETA 64%                                                                          |

#### Seconda sfida
| PROVA    | GRETA          | NICOLÒ                |
| -------- | -------------- | --------------------- |
| I        | Why            | Verona                |
| II       | Senza parole   | Gopach                |
| III      | Purple         | Chocolat              |
| IV       | Stella di mare | con Gary Go Open Arms |
| V        | Estate         | La foule              |
| TERZO    | NICOLÒ 39%     | NICOLÒ 39%            |
| VITTORIA | GRETA 61%      | GRETA 61%             |

#### Finalissima
| PROVA     | MORENO                       | GRETA                |
| --------- | ---------------------------- | -------------------- |
| I         | Che confusione               | The best             |
| II        | con Daniela Dessì O sole mio | Sally                |
| III       | Sapore di sale               | Bussi alla mia porta |
| IV        | Back to black                | Ad ogni costo        |
| V         | La novità                    | Come together        |
| VI        | Non mi cambieranno mai       | Set fire to the rain |
| SECONDA   | GRETA 31%                    | GRETA 31%            |
| VINCITORE | MORENO 69%                   | MORENO 69%           |

## Giuria di Qualità

### Giurati fissi
- Luca Argentero
- Sabrina Ferilli
- Gabry Ponte

### Giurati d'eccezione
Nella tabella sono indicati i "Giurati d'eccezione": ospiti speciali che nel corso delle diverse puntate han fatto parte della giuria di qualità e hanno giudicato le esibizioni delle due squadre. I "Giurati d'eccezione" in particolare avevano la possibilità di votare solo al termine della terza prova di ogni partita esprimendo due voti, mentre il resto della giuria esprimeva nella sua totalità un solo voto. Nella tabella che segue sono illustrate inoltre le preferenze espresse dai "Giurati d'eccezione" nelle diverse partite.
| Puntata | Data           | Giurato         | 1^ Manche | 2^ Manche |
| ------- | -------------- | --------------- | --------- | --------- |
| 1       | 6 aprile 2013  | Harrison Ford   | BLU       | BLU       |
| 2       | 13 aprile 2013 | Michael Douglas | BLU       | BLU       |
| 3       | 20 aprile 2013 | Al Pacino       | BLU       | BLU       |
| 4       | 27 aprile 2013 | Gabriel Garko   | BIANCHI   | BLU       |
| 5       | 4 maggio 2013  | Carlo Verdone   | BIANCHI   | BLU       |
| 6       | 11 maggio 2013 | Marco Bocci     | BLU       | BIANCHI   |
| 7       | 18 maggio 2013 | Patrick Dempsey | BIANCHI   | BLU       |
| 8       | 26 maggio 2013 | Raoul Bova      | BLU       | BLU       |

## Ospiti
| Puntata    | Messa in onda  | Duettanti        | Duettanti          | Duettanti          | Duettanti     | Comici              | Ospiti              | Ospiti              | Ospiti              | Ospiti              |
| ---------- | -------------- | ---------------- | ------------------ | ------------------ | ------------- | ------------------- | ------------------- | ------------------- | ------------------- | ------------------- |
| 1          | 6 aprile 2013  | Gianna Nannini   | Marco Mengoni      | Gino Paoli         | Fabri Fibra   | Alessandro Siani    | Matteo Renzi        | Matteo Renzi        | Matteo Renzi        | Matteo Renzi        |
| 2          | 13 aprile 2013 | Fiorella Mannoia | Fiorella Mannoia   | Modà               | Modà          | Luciana Littizzetto | Luigi Ciotti        | Luigi Ciotti        | Luigi Ciotti        | Luigi Ciotti        |
| 3          | 20 aprile 2013 | Anna Oxa         | Alessandra Amoroso | Renato Zero        | Club Dogo     | Enrico Brignano     | Aldo Cazzullo       | Aldo Cazzullo       | Aldo Cazzullo       | Aldo Cazzullo       |
| 4          | 27 aprile 2013 | Fedez            | Fedez              | Nesli              | Nesli         | Fratelli Lo Tumolo  | Guido Martinetti    | Guido Martinetti    | Guido Martinetti    | Guido Martinetti    |
| 5          | 4 maggio 2013  | Patty Pravo      | Patty Pravo        | Antonello Venditti | Stadio        | Nessuno             | Giovanni Allevi     | Giovanni Allevi     | Eleonora Bosè       | Eleonora Bosè       |
| 6          | 11 maggio 2013 | Francesco Renga  | Francesco Renga    | Anna Oxa           | Skunk Anansie | Nessuno             | Carolina Kostner    | Alex Schwazer       | Eleonora Abbagnato  | Nicolas Le Riche    |
| 7          | 18 maggio 2013 | Gigi D'Alessio   | Gigi D'Alessio     | Massimo Ranieri    | Craig David   | Nessuno             | Alessandro Benetton | Alessandro Benetton | Alessandro Benetton | Alessandro Benetton |
| Semifinale | 26 maggio 2013 | Fabri Fibra      | Fabri Fibra        | Ron                | Morcheeba     | Giorgio Panariello  | Gino Strada         | Gino Strada         | Gino Strada         | Gino Strada         |
| Finale     | 1º giugno 2013 | Ronan Keating    | Malika Ayane       | Gary Go            | Daniela Dessì | Virginia Raffaele   | Charles Jude        | Charles Jude        | Fabrizio Nucifora   | Fabrizio Nucifora   |

## Commissione della Critica
Nell'ultima puntata è presente una commissione per assegnare tra i finalisti il premio della critica. La commissione è composta da:
| Maria Volpe         | Corriere della Sera     |
| Massimo Bernardini  | Tv Talk                 |
| Maria Corbi         | La Stampa               |
| Paolo Giordano      | Il Giornale             |
| Elisabetta Malvagna | ANSA                    |
| Antonella Nesi      | Adnkronos               |
| Marco Mangiarotti   | Quotidiano Nazionale    |
| Alessandra Menzani  | Libero                  |
| Stefano Mannucci    | Il Tempo                |
| Andrea Conti        | TGcom24                 |
| Gabriele Santoro    | Il Messaggero           |
| Elisabetta Esposito | La Gazzetta dello Sport |
| Domenico Naso       | Il Fatto Quotidiano     |

## Ascolti
| Puntata            | Registrazione      | Messa in onda  | Telespettatori | Share  | Fonti    |
| ------------------ | ------------------ | -------------- | -------------- | ------ | -------- |
| 1                  | 30 marzo 2013      | 6 aprile 2013  | 5 280 000      | 23,31% | [ F 1 ]  |
| 2                  | 6 aprile 2013      | 13 aprile 2013 | 5 164 000      | 24,14% | [ F 2 ]  |
| 3                  | 13 aprile 2013     | 20 aprile 2013 | 5 642 000      | 25,71% | [ F 3 ]  |
| 4                  | 20 aprile 2013     | 27 aprile 2013 | 5 209 000      | 23,33% | [ F 4 ]  |
| 5                  | 25 aprile 2013     | 4 maggio 2013  | 4 998 000      | 22,34% | [ F 5 ]  |
| 6                  | 27 aprile 2013     | 11 maggio 2013 | 4 843 000      | 23,55% | [ F 6 ]  |
| 7                  | 4 maggio 2013      | 18 maggio 2013 | 4 717 000      | 22,77% | [ F 7 ]  |
| Semifinale         | 18 maggio 2013     | 26 maggio 2013 | 5 302 000      | 23,85% | [ F 8 ]  |
| Finale             | Diretta e televoto | 1º giugno 2013 | 5 726 000      | 28,75% | [ F 9 ]  |
| Media              | Media              | Media          | 5 209 000      | 24,19% |          |
| Il meglio di Amici | 8 giugno 2013      | 8 giugno 2013  | 2 178 000      | 11,20% | [ F 10 ] |

### Ascolti giornalieri
In questa tabella sono indicati i risultati in termini di ascolto della striscia quotidiana andata in onda dal lunedì al venerdì e delle puntate del sabato su Canale 5.

| Canale 5          | Settimana 1   | Settimana 2    | Settimana 3    | Settimana 4    | Settimana 5    | Settimana 6    | Settimana 7    | Settimana 8    | Settimana 9    | Settimana 10   | Settimana 11   |
| ----------------- | ------------- | -------------- | -------------- | -------------- | -------------- | -------------- | -------------- | -------------- | -------------- | -------------- | -------------- |
| Lunedì            | 2 350m 18,18% | 1 950m 16,62%  | Non va in onda | 1 974m 17,74%  | 1 848m 19,62%  | 2 112m 18,42%  | 1 640m 15,76%  | 1 815m 15,98%  | 1 799m 19,43%  | 1 793m 17,44%  | 2 289m 16,15%  |
| Martedì           | 1 899m 18,20% | 1 831m 16,03%  | 2 291m 18,58%  | 1 798m 17,14%  | 1 809m 19,37%  | 1 811m 18,22%  | 1 579m 16,01%  | 1 738m 16,77%  | 1 559m 15,10%  | 1 584m 14,36%  | 2 283m 15,37%  |
| Mercoledì         | 2 229m 18,89% | 1 784m 16,68%  | 1 942m 18,84%  | 1 717m 18,17%  | 1 751m 19,06%  | 1 725m 19,06%  | Non va in onda | 1 529m 15,33%  | 1 506m 14,40%  | 1 596m 15,55%  | 2 313m 15,51%  |
| Giovedì           | 1 793m 17,69% | 2 044m 17,13%  | 1 756m 16,71%  | 1 547m 16,32%  | 1 630m 16,81%  | Non va in onda | 1 553m 16.28%  | 1 484m 15,51%  | 1 392m 12,10%  | 1 530m 14,01%  | 2 046m 13,88%  |
| Venerdì           | 1.650m 15,94% | 1 816m 16,60%  | 2 090m 18,98%  | 1 713m 17,75%  | 1 515m 14,98%  | Non va in onda | 1 555m 17.16%  | 2 022m 18,47%  | 1 605m 15,14%  | 1 524m 14,01%  | 1 813m 12,90%  |
| Sabato            | 3 032m 19,23% | Non va in onda | 2 431m 15,90%  | Non va in onda | Non va in onda | Non va in onda | Non va in onda | Non va in onda | Non va in onda | Non va in onda | Non va in onda |
| Media settimanale | 2 159m 18,02% | 1 885m 16,61%  | 2 102m 17,80%  | 1 750m 17,42%  | 1 711m 17,97%  | 1 883m 18,57%  | 1 581m 16.30%  | 1 717m 16.41%  | 1 572m 15,23%  | 1 605m 15,07%  | 2 148m 14,76%  |
| Media Finale      | 1 803m 16,74% | 1 803m 16,74%  | 1 803m 16,74%  | 1 803m 16,74%  | 1 803m 16,74%  | 1 803m 16,74%  | 1 803m 16,74%  | 1 803m 16,74%  | 1 803m 16,74%  | 1 803m 16,74%  | 1 803m 16,74%  |

## L'interesse delle case discografiche
Anche durante quest'edizione è stata data la possibilità ad alcuni cantanti di firmare un contratto con alcune case discografiche per la realizzazione degli EP/album d'esordio. In particolare si tratta di:
- Moreno con la Universal, che 14 maggio ha pubblicato l'album Stecca, che debutta al 1º posto della classifica FIMI.
- Verdiana Zangaro con la Carosello, che il 14 maggio è stato pubblicato l'EP Lontano dagli occhi, che debutta all'11º posto della classifica FIMI[F 11] fino a raggiungere l'8°.[F 12]
- Greta Manuzi  con l'etichetta discografica Carosello, che il 21 maggio è stato pubblicato l'EP Solo rumore, che debutta all'11º posto della classifica FIMI[F 13] fino a raggiungere il 4°.[F 14]
- Emanuele Corvaglia con la Non ho l'età, che il 21 maggio è stato pubblicato l'EP Una nuova dimensione.
- Edwyn Roberts come autore per la Curci Editore.